# Classmate PC
El proyecto Classmate PC, previamente conocido como Eduwise, es el producto creado por Intel para ingresar en el mercado de notebooks para los niños del mundo en desarrollo. En ciertos aspectos, es similar al One Laptop Per Child. A pesar de ser un proyecto con fines lucrativos, es categorizado como Tecnologías de la Información y las Comunicaciones para el Desarrollo. El dispositivo puede ser categorizado como Netbook.

## Programa "Intel World Ahead"
El programa World Ahead (Mundo Adelante) de Intel fue establecido en mayo de 2006. Intel comenzó este programa y desarrolló una plataforma de bajo costo que fabricantes tercerizados podrían usar para producir máquinas económicas bajo sus propias marcas.
Classmate PC es un diseño referenciable diseñado por Intel. La empresa no producirá los dispositivos, pero si creará los chips que se utilizarán en el dispositivo final.

## Programa "Conectar Igualdad"

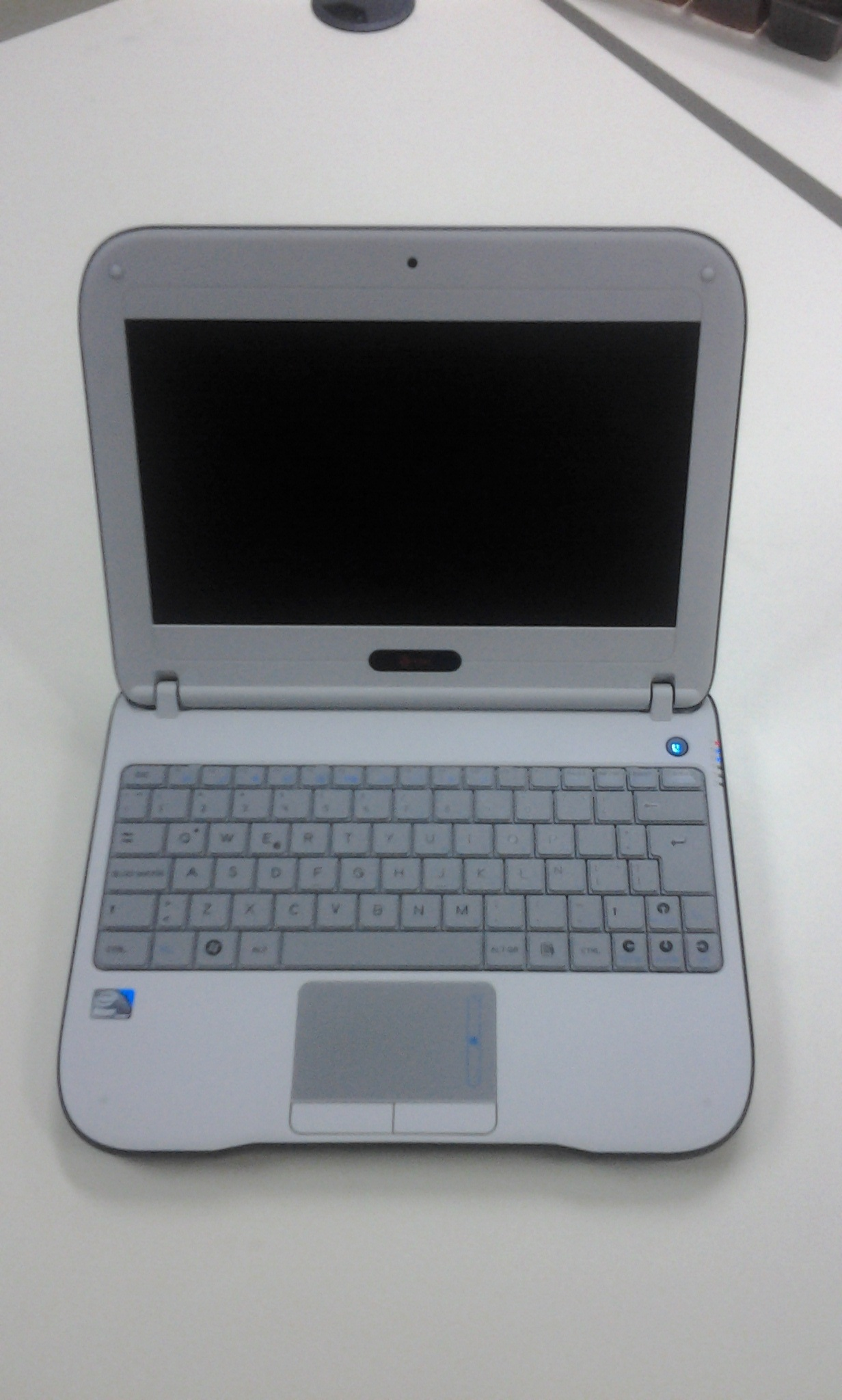
Laptop del Programa "Conectar Igualdad"

En Argentina, Classmate fue seleccionada por el Programa Conectar Igualdad, una iniciativa del Estado Nacional Argentino que se propone  recuperar y valorizar la escuela pública con el fin de reducir las brechas digitales, educativas y sociales en toda la extensión de Argentina.  Para ello se distribuirán 3 millones de netbooks en el período 2010-2012, a cada alumno y docente de educación secundaria de escuela pública, educación especial y de institutos de formación docente. Se trata del Programa de incorporación de netbooks educativas de mayor alcance del mundo conocido hasta el momento, ya que hacia fines de julio de 2011 habrá superado el millón de netbooks.

## Tecnología

### Hardware
Las especificaciones de hardware de referencia, al 28 de septiembre de 2006 son:
- Motherboard de 245 x 196 x 44.
- Microprocesador: Intel Celeron M mobile processor (915GMS + ICH6-M).
- Velocidad de reloj 900 MHz (Zero L2 caché 400 MHz FSB).
- LCD 800 x 480 7 pulgadas diagonal , interfaz señal diferencial de bajo voltaje, LED B/L.
- 256 MiB de RAM DDR2 Expandible a 2 gb.
- 1 GB/2 GB NAND memoria flash (conectada vía USB).
- Ranura para tarjetas SD (Secure Digital), oculta tras el forro, en la parte posterior del equipo.
- 10/100M ethernet.
- Realtek WLAN 802.11b/g con antena (conectada vía USB).
- Chip Intel GMS915 unidad de procesamiento gráfico 256 mb de video(8 MiB de memoria compartida).
- Micrófono incorporado.
- Altavoces/Parlantes stereo incorporados.
- Stereo de 2 canales, salida de audio y micrófonos externos, Line-out y Mic-in.
- Teclado incorporado con atajos de teclado.
- touch pad con botones.
- Tomador de notas personalizado con pluma wireless.
- TPM1.2 (Trusted Platform Module, producida por Infineon Technologies o Winbond) utilizada para la característica de control antirrobo.
- Fuente de alimentación.
  - Batería de iones de litio de 4 celdas, con adaptador. - aproximadamente 4 horas de uso.

Una segunda generación Classmate fue revelada el 3 de abril de 2008 en el Foro de Desarrolladores de Intel. Algunas mejoras son:
- Disco Duro de 30GB PATA (complementando los 1, 2 o 4GB SSD).
- Cámara web incorporada.
- Disponibilidad de un LCD de 9.
- Hasta 512 MB de RAM.
- 802.11s (mesh networking, actualmente solo utilizable en Classmate basadas en Linux).
- Disponibilidad de baterías de 6 celdas, hasta 5 horas de uso.

Una tercera generación Classmate fue presentada en Computex 2009
- Viene con una cámara y un acelerómetro.

Una cuarta generación Classmate fue entregada en febrero del 2018 por parte del Plan Piloto República Digital Educación (República Dominicana), Algunas mejoras son:
- Disco Duro de 500GB Seagate Laptop Thin ST500LM021 (No complementado).

- Cámara web giratoria incorporada.
- Pantalla de 11 pulgadas.
- 4GB de RAM.
- 802.11ac (Intel® Dual Band Wireless-AC 3165).
- Procesador Intel Celeron N3350.
- Tarjeta de video Intel HD Graphics 500.
- UEFI BIOS.
- Dual Boot Windows 10 Pro & Debian 9.3 Stretch.
- Puerto USB 3.0

## Software
- Sistemas Operativos Oficiales:
  - Metasys
  - Rxart, de Argentina.
  - Huayra, de Argentina
  - Mandriva
  - Windows XP Edición Profesional
  - Windows 10 Pro

- Datos: Q1096243
- Multimedia: Classmate PC / Q1096243